# محمد الأشعري
محمد الأشعري (1951، زرهون) سياسي وشاعر وروائي مغربي، اشتغل بالصحافة والمجال السياسي الذي قاده إلى مسؤوليات نيابية وحكومية، منها تولي منصب وزير الثقافة. نشر ديوانه الشعري الأول سنة 1978، له عشرة دواوين ومجموعة قصصية ورواية واحدة، «القوس والفراشة»، الحاصلة على جائزة البوكر العربية.

## نشأته
تلقى دراسته الابتدائية والثانوية بزرهون ومكناس ثم بكلية الحقوق بالرباط وتخرج فيها عام 1975. يدير مجلة آفاق ويشتغل صحفياً بجريدة الاتحاد الاشتراكي بالمغرب. تحمل مسؤولية اتحاد كتاب المغرب منذ 1989.

### في السياسة
عينه الحسن الثاني وزيرا للشؤون الثقافية في مارس 1998 قبل أن يعينه الملك محمد السادس وزيرا للثقافة والاتصال.
في أواخر سنة 2012، وبعد انتخاب إدريس لشكر كاتبا أول لحزب الاتحاد الاشتراكي للقوات الشعبية، صرح محمد الأشعري أنه «غسل يديه على الاتحاد الاشتراكي» وأن الحزب لم يعد موجودا، ولا يمكن لي أخلاقيا ولا سياسيا أن أستمر فيه، وحمل الأشعري مسؤولية أزمة الحزب إلى الكاتب الأول السابق عبد الواحد الراضي.
وصرح الأشعري أن مشاركته في حكومة جطو كان خطأً، وبرر مشاركته فيها بأنه لم يكن يملك القرار ليعارض أن يصبح وزيرا، ولم تكن لديه الشجاعة الكافية حتى يرفض وزارة الثقافة.

## مؤلفاته

### دواوينه الشعرية
من دواوينه:
- صهيل الخيل الجريحة 1978.
- عينان بسعة الحلم 1981.
- يومية النار والسفر 1983.
- سيرة المطر 1988.
- مائيات، 1994.
- سرير لعزلة السنبلة 1998
- حكايات ضخرية 2000
- قصائد نائية 2006
- أجنحة بيضاء في قدميها 2008
- جمرة قرب عش الكلمات 2017
- منتخبات شعرية، 2020.

### الرواية والقصة
- يوم صعب (مجموعة قصصية) 1992.
- جنوب الروح، رواية، 1996
- القوس والفراشة، رواية، 2010.
- علبة الأسماء، 2015
- ثلاث ليال 2017
- العين القديمة 2019
- من خشب وطين 2021

## جوائز
تقاسمت روايته «القوس والفراشة» و«طوق الحمام» للسعودية رجاء عالم جائزة البوكر العربية للرواية لعام 2011. وهذه هي المرة الأولى منذ إطلاق البوكر عام 2008 التي تفوز فيها كاتبة بالجائزة، والمرة الأولى التي يفوز بها أحد كتاب المغرب، كما أنها أول مرة يتقاسم فيها الجائزة التي تبلغ قيمتها 50 ألف دولار، والمفارقة أن الروايتين صادرتان عن دار واحدة هي المركز الثقافي العربي.
ونال الأشعري جائزة أركانة العالمية للشعر التي يقدمها بيت الشعر في المغرب بشراكة مع مؤسسة الرعاية لصندوق الإيداع والتدبير وبتعاون مع وزارة الشباب والثقافة والتواصل المغربية